# Algadefe
Algadefe és un municipi de la província de Lleó a la comunitat autònoma de Castella i Lleó. Forma part de la comarca d'Esla-Campos.

## Demografia
| 1991 | 1996 | 2001 | 2004 |
| ---- | ---- | ---- | ---- |
| 406  | 388  | 356  | 337  |